# Medalla de la Companyia Britànica de Sud-àfrica

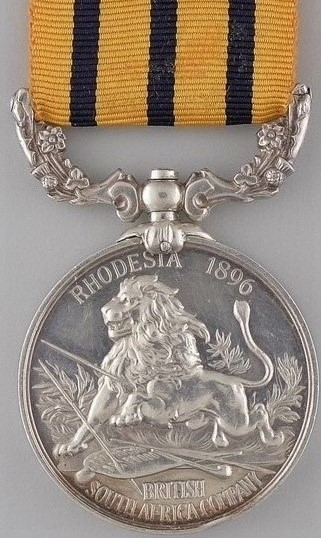
Revers de la medalla

La Medalla de la Companyia Britànica de Sud-àfrica (anglès: British South Africa Company Medal) (1890–97) és una medalla de campanya britànica.

## Història
El 1896, la reina Victòria va sancionar l'emissió per part de la Companyia Britànica de Sud-àfrica d'una medalla a les tropes que havien estat involucrades en la Primera Guerra Matabele. El 1897, el guardó es va estendre als qui participaven en les dues campanyes de la Segona Guerra Matabele, a saber, Rhodèsia (1896) i Mashonaland (1897). Les tres medalles són les mateixes excepte el nom de la campanya per a la qual es va emetre la medalla, inscrit al revers.
El 1927, el govern de Rhodèsia del Sud va tornar a emetre la medalla i va instituir un nou fermall, per commemorar la Columna Pionera que va funcionar dins de Mashonaland el 1890. Els que havien estat guardonats amb la medalla havien de canviar-la per la nova versió.
La majoria de les condecoracions van ser a les tropes colonials i recollides localment, en lloc de membres de l'exèrcit britànic regular.

## Descripció
La medalla és circular, feta en plata i 36 de mil·límetres (1,4 polzades) de diàmetre. Va ser fabricat per Heaton and Company de Birmingham.
L'anvers representa una efígie orientada a l'esquerra de la reina Victòria amb diadema i vel. Al voltant de la vora hi ha la inscripció Victoria Regina.
El revers, dissenyat per Richard Caton Woodville Jr, representa un lleó carregant, ferit al pit amb una atzagaia. En primer pla hi ha armes autòctones i un escut, al fons hi ha un arbust de mimosa, i sota l'escena la inscripció: British South Africa Company. La primera campanya elegible del destinatari està inscrita a la part superior de totes les versions de la medalla, excepte el número de 1927.
La medalla està muntada en una barra de suspensió giratòria ornamentada decorada amb trèvols, cards i roses. La medalla penja d'una cinta de 35 mil·límetres (1,4 polzades) d'ample de seda aiguada de color groc daurat amb tres ratlles blau fosc.
Van ser nomenats al destinatari utilitzant una sèrie d'estils diferents de gravats i impressions, depenent de quan es va emetre la medalla.

### Fermalls
La primera campanya elegible del destinatari està inscrita al revers, ja sigui Matabeleland 1893, Rhodesia 1896 o Mashonaland 1897, amb qualsevol campanya posterior indicada amb un fermall adequat. L'única excepció és la medalla per a Mashonaland 1890, emesa el 1927, on el revers no conté detalls de la campanya, amb totes les campanyes elegibles representades per un fermall.
Els quatre fermalls emesos van ser:
- Matabeleland 1893 (Només guardonats amb la medalla de 1927. Originalment els destinataris rebien la medalla sense fermall, amb la campanya inscrita al revers)
- Rhodèsia 1896
- Mashonaland 1897
- Mashonaland 1890 (atorgada el 1927)

Quatre homes van obtenir el dret a la medalla amb les quatre barres, tot i que només se'n va emetre una. Es van lliurar dotze medalles amb tres barres.

## Destinataris destacats
- Robert Baden-Powell - servei a: Rhodèsia (1896)[5]
- Frederick Russell Burnham - servei a: Matabeleland (1893); Rhodèsia (1896)[6]
- James ffolliott Darling
- Col. Frank Rhodes
- Frederick Selous - servei a: Mashonaland (1890); Matabeleland (1893); Rhodèsia (1896)[7]